# Rogo di libri

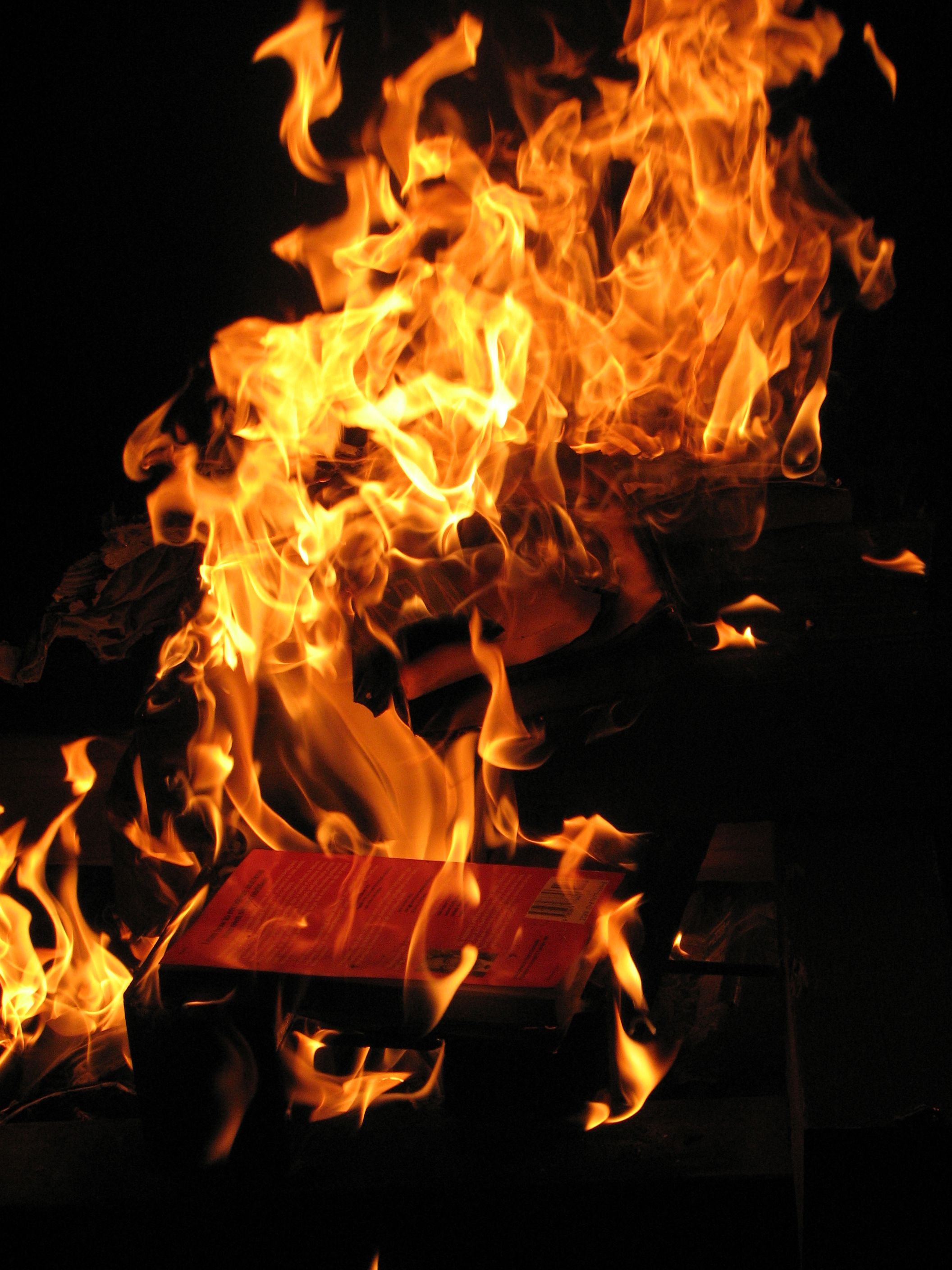
Rogo di un libro

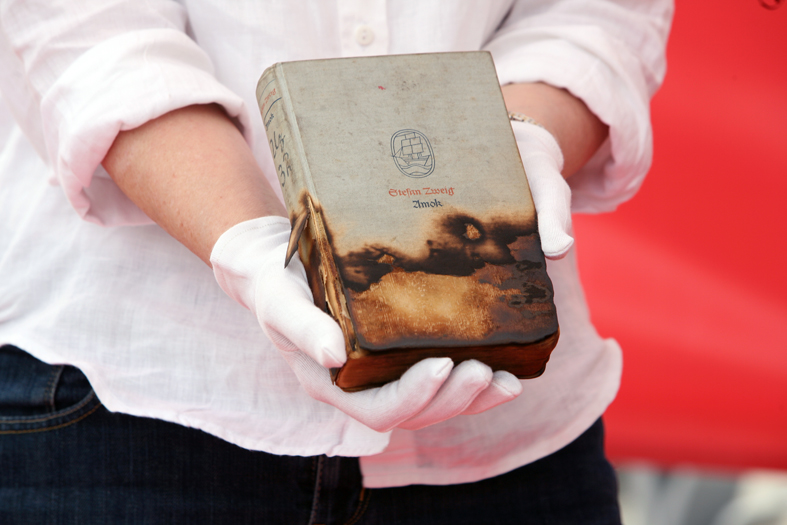
Libro di Stefan Zweig sopravvissuto a un Bücherverbrennungen

Il rogo di libri (anche biblioclastia, o bibliolitia) è la pratica, spesso promossa da autorità politiche o religiose, in cui si distruggono libri o altro materiale scritto. Questa condotta è legata al fanatismo ideologico e di solito accompagna molti conflitti bellici. La pratica è generalmente pubblica, e accompagnata da forme cerimoniali, ed è motivata da obiezioni, contingenze e convenienze morali, politiche o religiose nei confronti del materiale pubblicato.
In epoca contemporanea sono divenute vittima di questa pratica altre forme di conservazione e diffusione dell'informazione, come registrazioni, dischi in vinile, CD, DVD, videocassette.

## Visione d'insieme

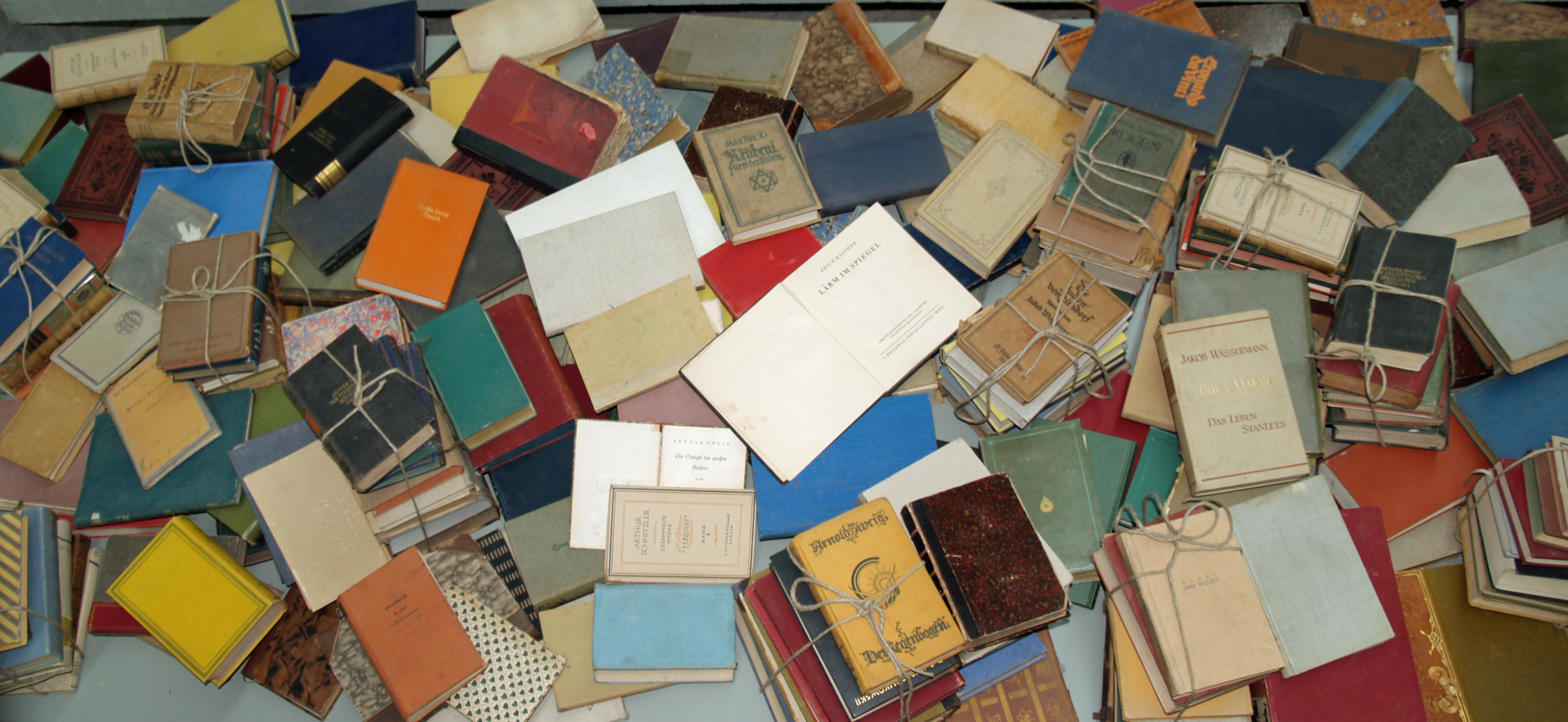
Categoria di libri destinati ad essere bruciati dai nazisti, in esposizione allo Yad Vashem

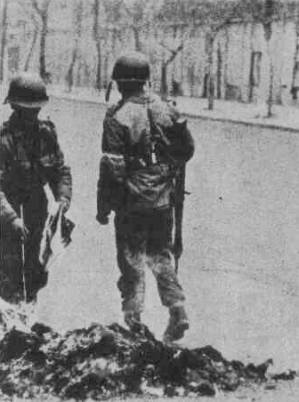
Libri che bruciano dopo il golpe del 1973 che instaurò, in Cile, il regime di Pinochet

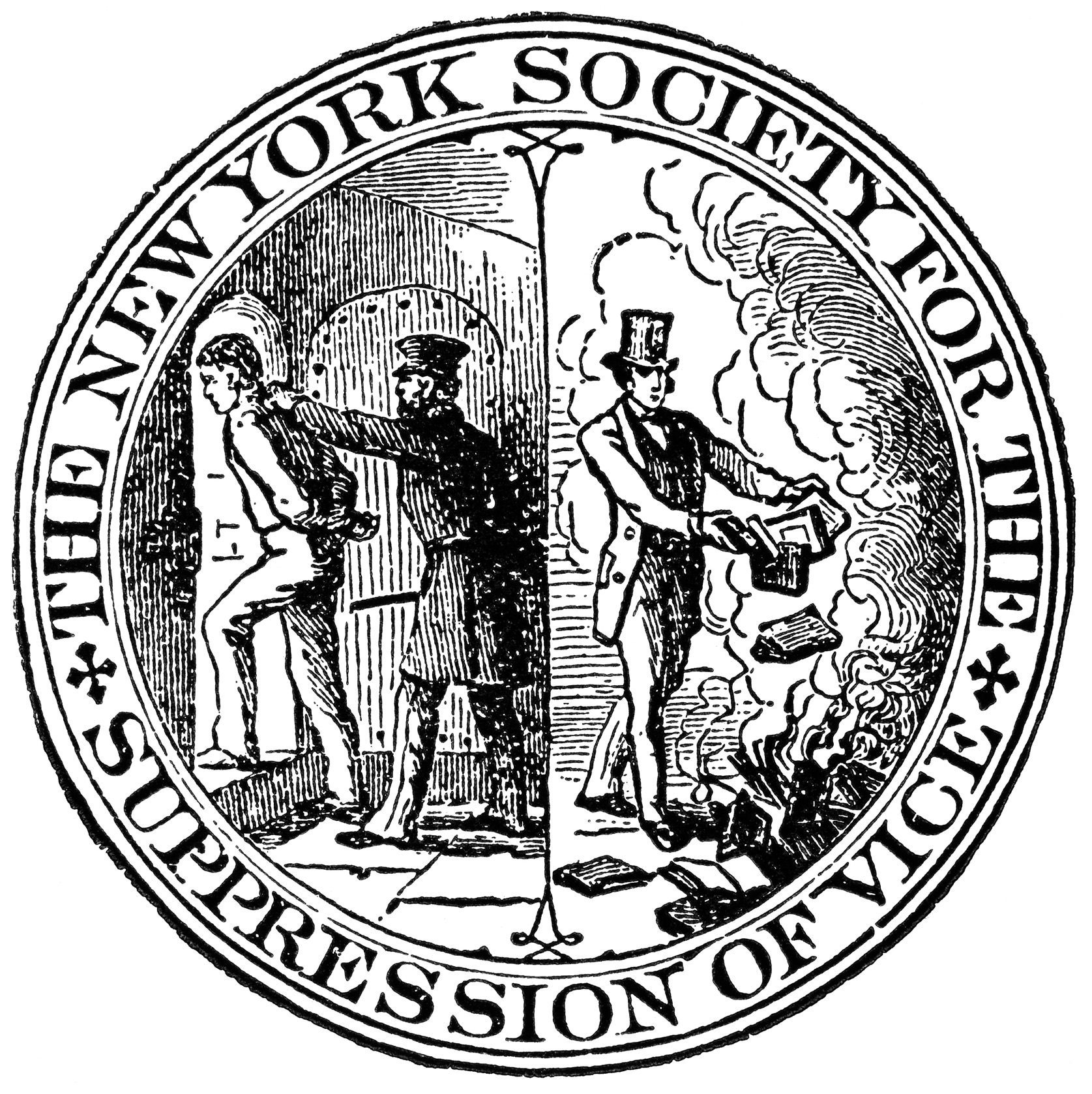
Simbolo della "New York Society for the Suppression of Vice" ("Società newyorchese per l'eliminazione del vizio"), un'istituzione dedita alla sorveglianza della moralità pubblica, che invoca il rogo di libri.

Molti considerano la pratica del rogo dei libri come offensiva per diverse ragioni: per alcuni, è una formula di censura che i leader politici e religiosi applicano contro chi si oppone alle loro idee.
Per altre persone, il rogo pubblico di libri produce una pubblicità gratuita il cui effetto è attrarre attenzione sui libri che in altra maniera forse non avrebbero raggiunto una notorietà ampia. Per questo alcune autorità preferiscono la distruzione privata dei libri.
L'attuale tendenza nel settore delle comunicazioni e raccolte digitali ha comportato la trascrizione e memorizzazione di cataloghi e lavori scritti su archivi e biblioteche digitali. Quando questi lavori vengono soppressi con fini epurativi si può pensare ad una forma di rogo digitale. Attualmente l'espressione libri al rogo si associa alla censura di massa di una pubblicazione, effettuata davanti all'impossibilità di un'eliminazione sistematica di informazioni nell'era digitale.

## Date importanti nella storia[1]
Il rogo di libri e la distruzione di biblioteche furono pratiche piuttosto comuni nel passato, causati spesso da guerra, censura o più semplicemente dalla necessità di cancellare informazioni o idee pericolose per il contesto storico in cui furono attuati.  Questi sono alcuni degli eventi documentati:
- Il rogo di libri nell'anno 213 a.C e l'assassinio di accademici nella Cina di Qin Shi Huang; molti intellettuali che disobbedirono all'ordine furono sepolti vivi.
- La distruzione delle opere di Cremuzio Cordo, una delle figure di spicco della storiografia romana del dissenso, tesa ad esaltare il tramontato regime repubblicano contro il nuovo ordine imperiale retto dalla dinastia Giulio-Claudia.  Fu accusato di crimen maiestatis. Il suo scritto Annales fu accusato anche di aver criticato il popolo e il senato di Roma e non aver mostrato il giusto rispetto nei confronti di Augusto e di Cesare.[2]. Il Senato decretò che tutti i libri con la sua opera fossero bruciati dagli Edili.
- I libri di alchimia dell'enciclopedia di Alessandria furono bruciati nel 292 dall'imperatore Diocleziano.
- Un'altra famosa opera di distruzione fu quella avuta nell'anno 642 da parte del generale ʿAmr ibn al-ʿĀṣ, comandante delle truppe arabe che avevano appena conquistato l'Egitto, che secondo Abd al-Latif al-Baghdadi, distrusse la Biblioteca di Alessandria e i libri in essa contenuti su ordine del califfo Omar. Questa fu la motivazione del califfo: «In quei libri o ci sono cose già presenti nel Corano, o ci sono cose che del Corano non fanno parte: se sono presenti nel Corano sono inutili, se non sono presenti allora sono dannose e vanno distrutte». Jurji Zaydan, storico dell'islam, cita quattro storici arabi che confermano gli avvenuti roghi di libri, in Egitto e in Persia, da parte dei conquistatori arabi: Ibn Khaldun, Abd al-Latif al-Baghdadi, Al-Maqrizi e Haji Khalifa[3]
- Il secondo concilio di Nicea (787) stabilì che i libri eretici rinvenuti dovessero essere immediatamente consegnati al vescovo, un altro concilio nell'868 condannò al rogo le opere di Fozio, nel 1140 furono condannate al rogo opere di Pietro Abelardo e Arnaldo da Brescia, nel 1239 il Talmud, e nel 1327 opere di Francesco Stabili. Un concilio a Tolosa nel 1229 giunse a proibire ai laici francesi il possesso di copie della Bibbia; nel 1234 un altro concilio, Tarragona, ordinò il rogo delle traduzioni della Bibbia in lingue volgari.
- Il 10 febbraio 1258 la città di Baghdad venne presa e saccheggiata dai Mongoli guidati da Hulagu, nipote di Gengis Khan, che massacrarono tra i 200 000 e i 800 000 abitanti, fra cui il califfo abbaside al-Musta'sim e devastarono vaste zone della città oltre alla celeberrima biblioteca, la Bayt al-Ḥikma. Si trattava di uno straordinario patrimonio librario di quasi mezzo milione di volumi.
- Nel 1316, dopo la morte del medico e alchimista Arnaldo da Villanova, i suoi libri furono confiscati e bruciati dall'Inquisizione di Tarragona.
- Il 7 febbraio 1497 ebbe luogo a Firenze un importante rogo di libri e opere artistiche di considerevole valore,  ritenute materiale immorale, conosciuto come "Falò delle vanità". Esso fu promosso da Girolamo Savonarola.
- Il 10 dicembre 1520 Martin Lutero fece bruciare nella piazza di Wittenberg i testi del diritto canonico, la bolla papale e alcuni scritti, tra i quali la Summa Theologiae di Tommaso d'Aquino e la Summa Angelica di Angelo da Chivasso, testi ai quali facevano riferimento i suoi avversari.
- Nel 1524 venne pubblicata la prima edizione de I Modi, famoso libro erotico del Rinascimento italiano, contenente sedici incisioni di Marcantonio Raimondi che rappresentano in modo esplicito una serie di posizioni sessuali; queste incisioni vennero radunate e bruciate totalmente. I Modi venne pubblicato nuovamente nel 1527, ma la censura pontificia eliminò tutte le copie che riuscì a trovare.[4].
- Nel 1534, durante la rivolta di Münster (città tedesca della Renania Settentrionale-Vestfalia), predicatori anabattisti dichiararono Münster la Nuova Sion e bruciarono qualunque libro che non fosse la Bibbia.
- Il rogo dei manoscritti Maya e Aztechi del 1562 compiuto ad opera dell'Inquisizione in Messico, per ordine di Diego de Landa[5], vescovo cattolico spagnolo e studioso della cultura Maya, noto, appunto, per aver distrutto quasi interamente il patrimonio culturale scritto di tale civiltà. De Landa cercò di raccogliere quante più informazioni poté su quella cultura che, da inquisitore, aveva cercato di far scomparire ad ogni costo.
- Agli inizi del secolo XVI, gli Andalusi della penisola iberica avevano l'obbligo di consegnare alle autorità castigliane i libri scritti in arabo, venendogli poi restituiti quelli riguardanti medicina, filosofia e storia e bruciati tutti gli altri[6].
- Nel 1558 l'inquisizione istituisce l'elenco dei libri proibiti, che conteneva i testi contrari alla dottrina cattolica. La vittima più famosa di questo indice è il filosofo Giordano Bruno: a Roma il 17 febbraio 1600 in piazza San Pietro vengono bruciati tutti i suoi libri mentre lui stesso viene messo al rogo, a Campo dei Fiori.
- Nel 1793 il poeta spagnolo Félix María Samaniego, che aveva scritto anche una composizione erotica nota come El jardín de Venus (Il giardino di Venere), subì un processo da parte dell'Inquisizione, e prima di morire dovette far bruciare la maggior parte delle proprie opere.
- Nell'ottobre 1817 ebbe luogo per la prima volta il festival di Wartburg (in tedesco Wartburgfest), al castello di Wartburg nei pressi di Eisenach (in Turingia), dove un folto gruppo di studenti organizzò un rogo dei simboli napoleonici e dei libri considerati reazionari e antitedeschi, quasi a voler far rivivere l'episodio che vide Lutero fare bruciare nella piazza di Wittenberg i testi religiosi cattolici. Vennero bruciati, tra gli altri: il Codice Napoleone (allora ancora vigente presso alcuni Stati tedeschi), la Storia dell'Impero germanico di August von Kotzebue, la Restaurazione della scienza politica di Karl Ludwig von Haller, il volume Sovranità e costituzioni statali di Friedrich Ancillon, il Codice della Gendarmeria prussiana.
- Nella prima guerra mondiale si verificò il cosiddetto "Stupro del Belgio". Il 25 agosto 1914 i tedeschi devastarono la città di Lovanio; deliberatamente, con la benzina, diedero fuoco alla biblioteca dell'Università Cattolica che conteneva circa 300.000 libri e manoscritti medievali, uccisero 248 civili ed espulsero l'intera popolazione di 42 000 abitanti. Abitazioni di civili furono incendiate e cittadini furono spesso fucilati nel luogo in cui si trovavano. Furono inoltre distrutti oltre 2.000 edifici, mentre grandi quantità di materiali strategici, prodotti alimentari e moderne attrezzature industriali furono saccheggiati e trasferiti in Germania.
- Il rogo dei libri di autori ebrei durante l'epoca nazista, dal 1930 fino al 1945 in Germania. Il regime nazista divenne molto noto per i roghi delle opere di oppositori politici e scrittori considerati sconvenienti ed immorali, per il contenuto delle loro opere, le loro opinioni politiche o le loro origini etniche. Tra i Bücherverbrennungen più noti svoltosi durante il ed a causa del regime nazista nella Germania di Hitler si annovera quello avvenuto nella Bebelplatz di Berlino il 10 maggio 1933.[7]
- Nel regime fascista, in Italia, vi fu una rigida censura sulla stampa di libri e riviste. Un caso fra i primi è quello del romanzo Sambadù, amore negro (1934), nel quale la scrittrice Mura racconta la passione di una donna bianca per un uomo nero africano. Il romanzo venne sequestrato e le copie distrutte, l'illustratore di copertina Marcello Dudovich diffidato, e persino venne ritirato dalle edicole il quotidiano La Voce di Mantova per aver segnalato l'opera alle lettrici. Mura diventa una sorvegliata dalla polizia politica.[8]
- Nel 1951 si bruciarono - nei cortili di parrocchie cattoliche - libri di Gianni Rodari (tra cui il saggio pedagogico Il manuale del Pioniere) e copie della sua rivista Pioniere, per motivi di contrapposizione ideologica.
- Nel 1961 si consumò in Italia nel cortile della procura di Varese l'ultimo rogo di libri per disposizione legale; si trattava della condanna per oscenità dell'opera Storielle, racconti e raccontini del marchese de Sade, illustrata da Alberto Manfredi, e pubblicata dall'editore Luigi Veronelli l'anno precedente[9]. Ma ancora nel 1979, dopo l'arresto del filosofo Toni Negri con l'accusa di essere a capo di un'insurrezione armata contro lo Stato, i suoi cinque opuscoli Crisi dello Stato-piano, Partito operaio contro il lavoro, Proletari e Stato, Per la critica della costituzione materiale, Il dominio e il sabotaggio, sparirono dalle librerie italiane e furono mandati al macero[10].
- In Cile dopo il colpo di Stato dell'11 settembre del 1973 i militari cileni sequestrarono e bruciarono migliaia di libri di politica, anche se nel febbraio 1987 il Ministero dell'Interno cileno affermò solo di aver bruciato 15 000 copie di Le avventure di Miguel Littin clandestino in Chile il 28 novembre 1986 a Valparaíso sotto l'ordine del dittatore Augusto Pinochet.
- Il 29 aprile 1976, Luciano Benjamín Menéndez, capo del III Corpo dell'Esercito incaricato della riorganizzazione Nazionale (Colpo di Stato argentino), di stanza a Córdoba, ordinò un rogo collettivo di libri, tra i quali si trovavano opere di Marcel Proust, Gabriel García Márquez, Julio Cortázar, Pablo Neruda, Mario Vargas Llosa, Saint-Exupéry, Eduardo Galeano. Disse che lo faceva "con il fine che non rimanga nessuna parte di questi libri, opuscoli, riviste... perché con questo materiale non continui a ingannare i nostri figli". E aggiunse: "Nello stesso modo in cui distruggemmo con il fuoco la documentazione perniciosa che influisce sull'intelletto e sulla nostra cristianità, saranno distrutti i nemici dell'anima argentina". (Diario La Opinión, 30 aprile 1976)
- Nel 2005 viene incriminato dal governo turco lo scrittore Orhan Pamuk, reo di aver rilasciato alcune dichiarazioni sul massacro, da parte dei turchi stessi, di un milione di armeni (noto come genocidio armeno) tra il 1915 ed il 1916, e trentamila curdi in Anatolia durante la prima guerra mondiale. La legge penale turca infatti proibisce di definire tali avvenimenti un "genocidio". Nonostante il grande successo riscosso in patria dallo scrittore, una significativa parte dell'opinione pubblica turca si è schierata contro Pamuk. Un sottoprefetto di Isparta ha ordinato la distruzione dei suoi romanzi nelle librerie e biblioteche, mentre una TV locale ha proposto un servizio per ritrovare una studentessa che aveva ammesso di possederne uno. L'anno seguente Orhan Pamuk è stato insignito del Premio Nobel per la letteratura.
- Nel 2006 le autorità dell'Indonesia bruciarono in massa, su pressione dell'esercito e degli islamisti, i libri di testo scolastici che contenevano riferimenti ai Massacri anticomunisti indonesiani del 1965-1966, reintroducendo al loro posto i vecchi libri che minimizzavano o evitavano di parlare del tutto del genocidio.[11]
- Secondo alcune fonti, il 16 gennaio 2015 sono stati bruciati circa 2000 libri dal gruppo terroristico islamico ISIS poiché non considerati "islamicamente corretti". Fra di essi si trovavano testi per bambini, testi di diritto, libri di poesie, filosofia, salute, scienza e tanto altro prelevati dalla grande biblioteca di Mosul, dalla biblioteca dell'università, dalla Biblioteca musulmana sunnita, dalla biblioteca della Chiesa Latina e dal Convento dei Padri Domenicani, tra i quali vi erano scritti risalenti a migliaia di anni fa[12].

## Nella narrativa
- Nel campo della narrativa, Miguel de Cervantes, nel capitolo VI del romanzo Don Chisciotte della Mancia, mostra la selezione dei libri della cavalleria e di seguito il rogo degli stessi, nell'episodio Donoso escrutinio.
- Auto da fé (Die Blendung) è il più noto romanzo di Elias Canetti (1935); l'epilogo, ambientato a Vienna, narra la drammatica fine del protagonista (il sinologo Peter Kien) che muore nel rogo della propria biblioteca, da lui stessa incendiata.
- Il rogo dei libri ha ispirato il romanzo distopico Fahrenheit 451 (1951) di Ray Bradbury, dove è descritta una società in cui i vigili del fuoco (tra cui il protagonista) hanno la missione di localizzare e bruciare i libri.
- Pepe Carvalho, detective catalano protagonista di una lunga serie di romanzi di Manuel Vázquez Montalbán, ha l'abitudine di accendere il caminetto bruciando uno o più libri della propria biblioteca.
- Nel libro di Umberto Eco Il nome della rosa, Jorge da Burgos dà fuoco alla grandissima e labirintica biblioteca del monastero per evitare che il mondo venga a conoscenza dell'ultima copia del secondo libro della Poetica di Aristotele, dedicato alla commedia e al riso.

## Curiosità e aneddoti
- Gira in Cile un aneddoto non comprovabile sui militari di Pinochet, i quali, cercando materiale di carattere marxista, in una biblioteca di arte pittorica si imbatterono in libri riguardanti il cubismo, e credendo fossero relazionati con la Cuba castrista li bruciarono tutti[13].
- Lo scrittore Heinrich Heine nel 1821 nella sua tragedia Almansor scrisse "dove si bruciano i libri si finisce per bruciare anche gli esseri umani" (Dort, wo man Bücher verbrennt, verbrennt man am Ende auch Menschen).
- Sigmund Freud, venendo a conoscenza che suoi libri erano stati bruciati pare abbia esclamato: «Come è avanzato il mondo: nel Medioevo avrebbero bruciato me!»[14]